# Rayman Legends
Rayman Legends är ett plattformsspel utvecklat av Ubisoft Montpellier och utgivet av Ubisoft till Microsoft Windows, Wii U, Playstation 3, Playstation Vita, Xbox 360 Nintendo Switch och Xbox one. Det är det femte huvudspelet i Rayman-serien och en direkt uppföljare till Rayman Origins från 2011. Spelet planerades först att släppas exklusivt till Wii U mellan februari och mars 2013, men den 7 februari samma år avslöjades det att spelet även kommer att släppas till Playstation 3 och Xbox 360. Utgivningsdatumet för alla versioner blev fördröjt till september 2013. Ett demo släpptes 13 december 2012 för nedladdning.